# Joachim Friedrich von Alt-Stutterheim
Joachim Friedrich von Alt-Stutterheim (* 29. Dezember 1889 auf Gut Sophienthal, Landkreis Bartenstein (Ostpr.); † 8. Dezember 1950 in Schnathorst, Nordrhein-Westfalen) war ein deutscher Staatsbeamter. Er amtierte unter anderem als Polizeipräsident von Breslau sowie als Regierungsvizepräsident von Potsdam und Stettin.

## Leben und Tätigkeit
Alt-Stutterheim war ein Sohn des Gutsbesitzers Fritz von Alt-Stutterheim (* 1849; † 1935) und seiner Ehefrau Elsbeth Johanna Betty Gottliebe von Stutterheim-Groß Waldeck-Konitten (1859–1920). Er entstammte dem alten Adelsgeschlecht von Stutterheim und hatte mehrere Geschwister. Seine Schwester Etta war mit Fritz Freiherr von der Goltz liiert, seine andere Schwester Ika mit Arno von Rohrscheidt, nach dessen Tod als Offizier mit dem Politiker Karl von Plehwe.
Nach dem Schulbesuch studierte Alt-Stutterheim Rechtswissenschaften. Am 12. Dezember 1912 bestand er die erste juristische Staatsprüfung mit dem Prädikat „gut“ und wurde zum Gerichtsreferendar ernannt. Vom 15. Januar 1913 bis zum 26. März 1919 stand er im Juristischen Vorbereitungsdienst, der durch den Ersten Weltkrieg unterbrochen worden war.
Von 1915 bis 1918 nahm Alt-Stutterheim am Ersten Weltkrieg teil. In diesem wurde er mit dem Eisernen Kreuz beider Klassen ausgezeichnet und nacheinander zum Oberleutnant der Reserve befördert.
1919 wurde Alt-Stutterheim zum Regierungsreferendar bei der Regierung in Königsberg und beim Landratsamt in Wehlau ernannt. Am 24. September 1921 bestand der die Große Staatsprüfung mit dem Prädikat „gut“. Er wurde daraufhin zum Regierungsassessor ernannt (mit Dienstalter vom 15. Mai 1917). In der Folgezeit wurde er beim Landratsamt Heinrichswalde (Kreis Niederung) (25. Oktober 1921 bis 23. Mai 1922) (zur Hilfeleistung in den landwirtschaftlichen geschäften), der Regierung Gumbinnen (23. Mai 1922 bis 22. Juni 1922) (als politischer Dezernent zur Bearbeitung der Schutzpolizeiangelegenheiten), dem Landratsamt Heydekrug (22. Juni 1922 bis 22. Juni 1923) (Vertretung des Landrates) und  der Regierung Allenstein (22. Juni 1923 bis 1. Dezember 1924) verwendet. Am 1. Dezember 1924 wurde er zum Regierungsrat ernannt. In den folgenden Jahren war er als Regierungsrat bei den Regierungen in Allenstein (1. Dezember 1924 bis 1. Januar 1927) (zur Bearbeitung von Polizei, Landwirtschaft und Fischerei) und Breslau (1. Januar 1927 bis Februar 1933) beschäftigt. In Breslau war er ab Januar 1927 Dezernent in der Domänenabteilung der Regierung.
Alt-Stutterheim trat zum 1. Dezember 1932 der NSDAP bei (Mitgliedsnummer 1.402.096). Mitte Februar 1933, kurz nach der Machtergreifung der Nationalsozialisten, wurde er als Nachfolger von Walter Thaiss zum kommissarischen Polizeipräsidenten der schlesischen Provinzhauptstadt Breslau ernannt. In dieser Stellung wurde er Ende März von dem schlesischen SA-Kommandeur Edmund Heines abgelöst, der fortan die SA und Polizei in Schlesien in Personalunion führte. Alt-Stutterheim wechselte stattdessen mit Bestallungsdatum vom 25. März 1933 als Regierungsvizepräsident nach Potsdam. Nach Streitereien mit dem Leiter des Gaus Kurmark, Wilhelm Kube, aufgrund des SA-Terrors in der Provinz Brandenburg wurde Alt-Stutterheim zum 30. September 1933 als Regierungsvizepräsident nach Stettin versetzt.
Mit dem Tod des Vaters wurde er 1935 Besitzer des Gutes Sophiental in Ostpreußen, die Betreuung übernahm 1937 gänzlich die Baronesse Vera-Lisa von Buhl. Mit Erlass vom 26. Oktober 1938 erfolgte seine Versetzung zur Regierung nach Merseburg. Im November 1938 trat er nach dem sogenannten Heß-Erlass, der die Doppelmitgliedschaft von NSDAP und Johanniterorden untersagte, aus der evangelischen Kongregation als Ehrenritter, seit 1923, wieder aus. Dies geschah zeitgleich mit den Austritten von Hans von Tschammer und Osten, Alexander von Humboldt-Dachroeden, Carl Friedrich Graf von Pückler-Burghauß, Leo von Jena, Max von Behr, Wilhelm Graf von Wedel, und anderen NS-Größen etc.
Sein Gutsbesitz beinhaltete 1941 etwa 265 ha. Ab 1942 nahm Alt-Stutterheim am Zweiten Weltkrieg teil. Seit Juni 1942 war er Major und Generalstabsoffizier. 1945 geriet Alt-Stutterheim in amerikanische Gefangenschaft, wurde daraus am 31. Juli 1945 entlassen. Ein Monat später wurde er als altes NSDAP-Mitglied und höherer Beamter erneut verhaftet, saß im Lager Hammelburg ein und wurde dort im Sommer 1946 entlassen. Schon in der Haft hatte sich Alt-Stutterheim mit Fragen der Religion beschäftigt, wurde Anhänger der Una-Sancta-Bewegung.